# Феофан (Комаровский)
Архимандрит Феофа́н (в миру Алекса́ндр Фёдорович Комаро́вский; 1808—1871) — архимандрит Соловецкого монастыря Русской православной церкви.

## Биография
Родился в 1808 году; происходил из новгородских дворян. Учился в Инженерном институте, но глубокое религиозно-нравственное настроение привело его спустя некоторое время в Троице-Сергиеву пустынь, близ Санкт-Петербурга, где он в 1835 году принял монашеский постриг с именем Феофан. Рукоположенный в иеромонахи, он прошёл несколько монастырских должностей, до казначея включительно.
Около 1846 года он назначен был игуменом в Кириллов Новоезерский монастырь, в 1852 году возведен в сан архимандрита. Завел в обители другой порядок. Многих из братии, которые хотели видеть прежний порядок, он стал преследовать, а в дальнейшем и выселять из обители. Около него собрались неблагонадежные люди с очень плохим поведением.
В 1857 году был перемещён в Кирилло-Белозерский монастырь и 26 сентября 1865 года — в Соловецкий монастырь.
Отличительными чертами его жизни были простота и личный аскетизм, но в то же время и неограниченная власть, стесненная учреждением в Соловецком монастыре монастырского собора. Он имел свой родовой капитал свыше 100 тысяч рублей, который завещал церквам, монастырям, благотворительным учреждениям и братии того монастыря, где застигнет его смерть. Как ни странно, но при этом он был обвинен в любостяжании и присвоении себе некоторых жертвуемых монастырю денег. С июня 1867 года (в продолжение четырёх лет) жили в монастыре лица, присланные Священным Синодом на ревизию монастыря.
Скончался 21 августа (2 сентября) 1871 года, так и не дождавшись указа о своей отставке, пришедшего уже после его смерти.